# Municipalité du district de Pasvalys
La municipalité du district de Pasvalys (en lituanien : Pasvalio rajono savivaldybė) est l'une des soixante municipalités de Lituanie. Son chef-lieu est Pasvalys.

## Seniūnijos de la municipalité du district de Pasvalys
- Daujėnų seniūnija (Daujėnai)
- Joniškėlio apylinkių seniūnija (Joniškėlis)
- Joniškėlio miesto seniūnija (Joniškėlis)
- Krinčino seniūnija (Krinčinas)
- Namišių seniūnija (Namišiai)
- Pasvalio apylinkių seniūnija (Pasvalys)
- Pasvalio miesto seniūnija (Pasvalys)

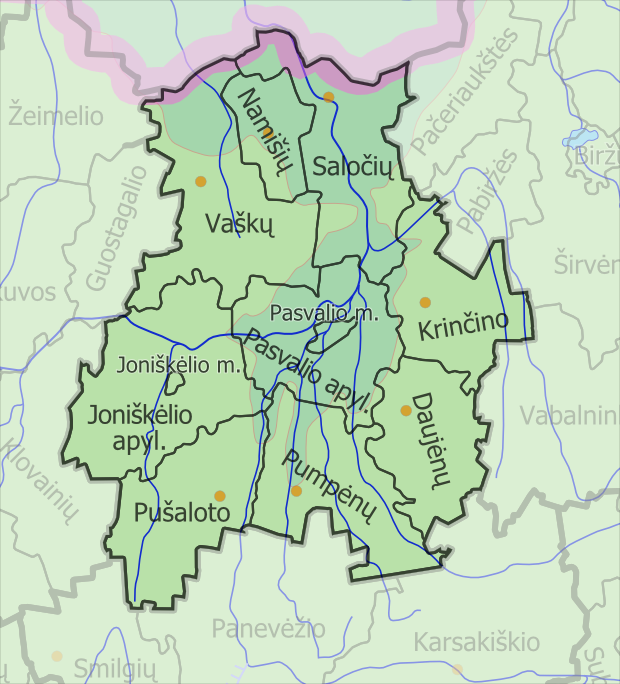
Seniūnijos de la municipalité du district de Pasvalys.

- Pumpėnų seniūnija (Pumpėnai)
- Pušaloto seniūnija (Pušalotas)
- Saločių seniūnija (Saločiai)
- Vaškų seniūnija (Vaškai)